# گرین هورنت
گرین هورنت (به انگلیسی The Green Hornet) عنوان مجموعه ای از کتب مصور (کمیک بوک) و برنامه ای رادیویی بود.

## شخصیت
زنبور سبز (شخصیت)
کاتو (زنبور سبز)

## مجموعه تلویزیونی
براساس زنبور سبز، یک مجموعه تلویزیونی تحت عنوان گرین هورنت با بازی ون ویلیامز و بروس لی ساخته و پخش شد که بسیار موفق بود.

## فیلم‌های سینمایی
چند فیلم سینمایی نیز براساس داستان زنبور سبز ساخته شده‌است.
- مشت افسانه ای: بازگشت چن زن
- گرین هورنت (فیلم ۲۰۰۶)
- گرین هورنت (فیلم ۲۰۱۱)